# Bacteroidetes-Chlorobi
Надтип Bacteroidetes/Chlorobi складається з двох великих типів бактерій. Значно більше відомо і написане про тип Bacteroidetes, ніж про Chlorobi. Вони зв'язані схожістю 16S субодиниць їх рибосом. Члени класу Bacteroides — людські коменсали і іноді патогени. Зараз не знайдено членів Chlorobi, які б викликали хвороби у людей.